# ميدان ماساريك

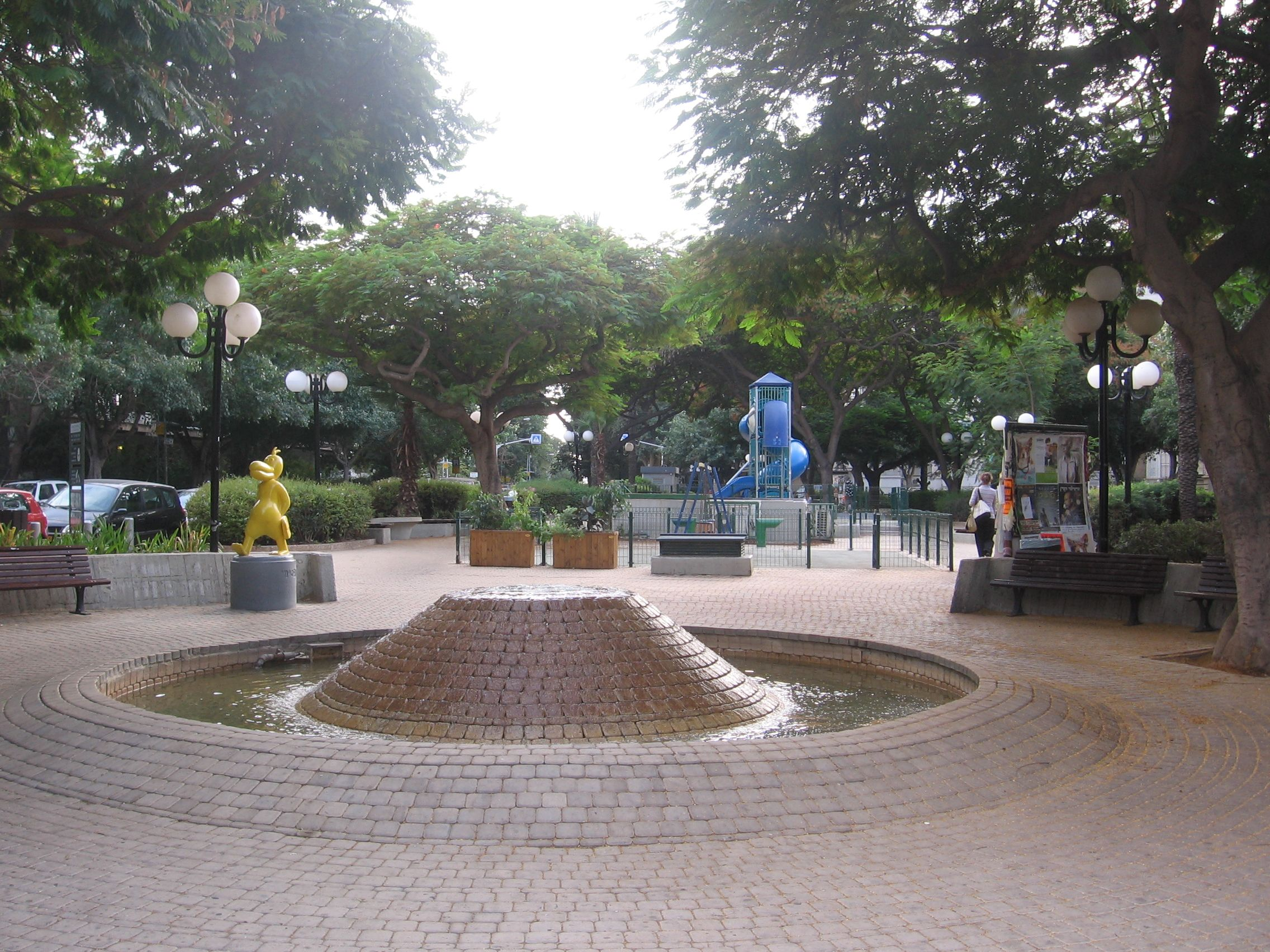
ميدان مساريك

ميدان مساريك (بالعبرية: כיכר מסריק‏) هو ميدان عام يقع في وسط مدينة تل أبيب في إسرائيل. 
سمي على اسم توماس ماساريك، أول رئيس لتشيكوسلوفاكيا.